# Championnat de Belgique de football 2020-2021
Navigation
Jupiler Pro League 2019-2020 Jupiler Pro League 2021-2022
La saison 2020-2021 de la Jupiler Pro League est la 118e saison de la première division belge. Dans le cadre d'une proposition du conseil d'administration de la Jupiler Pro League acceptée par l'Assemblée générale du 15 mai 2020, la saison 2020–21 impliquera des play-offs raccourcies en raison de la pandémie de Covid-19. Seules les quatre meilleures équipes joueront pour le titre, tandis que les équipes de cinq à huit joueront en éliminatoires pour le billet restant en Europe. Les rencontres de la ligue ont été annoncées le 8 juillet 2020.

## Augmentation temporaire du nombre d'équipes
Waasland-Beveren occupe la dernière place du classement lors que la compétition précédente est arrêté, à une journée de la fin, à cause de la pandémie de Covid-19. La Pro League statue que le dernier classé est relégué en Division 1B 2020-2021.
Pouvant encore « se sauver mathématiquement », Waasland-Beveren refuse le verdict de la ligue professionnelle et le conteste lors de plusieurs actions judiciaires. Au bout du compte le cercle waeslandien obtient gain de cause.
La Pro League conserve le matricule 4068 parmi son élite qu'elle fait passer de 16 à 18 équipes pour une période de deux ans, en décrétant que les deux finalistes de la Division 1B 19-20 (Beerschot et OH Louvain) sont promus. Lorsque cette décision est prise, la finale « retour » n'a pas encore pu être jouée. Le « Beerschot » est finalement sacré pour l'honneur.

## Changement de format
Avec le passage à 18 équipes (16 auparavant), le format de la compétition a été fortement remanié. La saison est toujours scindée en 2 phases : la phase classique, et les play-offs.
La phase classique ne subit pas de changement et les équipes se rencontrent toujours à 2 reprises (une fois à domicile et une fois à l'extérieur) soit 34 rencontres pour chaque équipe.
La seconde phase dite des play-offs est par contre raccourcie temporairement, et pour les saisons 2020–2021 et 2021–2022 uniquement. Les play-offs 1, pour le titre, ne seront désormais plus disputés que par les quatre meilleures équipes (au lieu de six) et les play-offs 2, pour la Ligue Europa, seront désormais disputés par les équipes terminant cinquième à huitième (au lieu de toutes les équipes finissant sous la 6e). En conséquence, pour toutes les équipes finissant de la 9e à la 16e place, la saison sera terminée à la fin de la phase classique.
L'équipe qui finit 18e est reléguée directement en D1B. Le 17e disputera un match de barrage contre le 2e de Division 1B 2020-2021, le vainqueur participera à la Division 1A 2021-2022.

## Clubs participants

### Villes et stades
Royal Antwerp

 Beerschot

Bruges

 Cercle Bruges

| Matricule | Club             | Location    | Stade                             | Capacité | Saisons en D1 |
| --------- | ---------------- | ----------- | --------------------------------- | -------- | ------------- |
| 3         | FC Bruges        | Bruges      | Stade Jan Breydel                 | 29 042   | 98            |
| 7         | La Gantoise      | Gand        | Ghelamco Arena                    | 20 000   | 80            |
| 22        | Charleroi        | Charleroi   | Stade du Pays de Charleroi        | 14 000   | 55            |
| 1         | Royal Antwerp    | Anvers      | Bosuilstadion                     | 12 975   | 99            |
| 16        | Standard         | Liège       | Stade Maurice-Dufrasne            | 30 023   | 102           |
| 25        | Malines          | Malines     | Stade AFAS                        | 16 700   | 70            |
| 322       | Genk             | Genk        | Luminus Arena                     | 24 956   | 38            |
| 35        | Anderlecht       | Anderlecht  | Lotto Park                        | 21 500   | 89            |
| 5381      | SV Zulte Waregem | Waregem     | Stade Arc-en-ciel                 | 12 500   | 15            |
| 216       | Mouscron         | Mouscron    | Le Canonnier                      | 10 571   | 6             |
| 19        | Courtrai         | Courtrai    | Stade des Éperons d'or            | 9 399    | 33            |
| 373       | Saint-Trond      | Saint-Trond | Stayen                            | 14 600   | 43            |
| 4276      | Eupen            | Eupen       | Stade du Kehrweg                  | 8 363    | 5             |
| 12        | Cercle Bruges    | Bruges      | Stade Jan Breydel                 | 29 042   | 81            |
| 31        | Ostende          | Ostende     | Diaz Arena                        | 8 432    | 11            |
| 4068      | Waasland-Beveren | Beveren     | Freethiel                         | 8 190    | 8             |
| 13        | Beerschot        | Anvers      | Stade olympique d'Anvers ("Kiel") | 12 771   | 0             |
| 18        | OH Louvain       | Louvain     | Stade Den Dreef                   | 10 000   | 4             |

### Personnel et équipements
| Club             | Entraîneur          | Équipementier | Sponsor principal                             |
| ---------------- | ------------------- | ------------- | --------------------------------------------- |
| FC Bruges        | Rik De Mil          | Macron        | Unibet                                        |
| La Gantoise      | Hein Vanhaezebrouck | Craft         | VDK Bank                                      |
| Charleroi        | Karim Belhocine     | Kappa         | Lotto                                         |
| Royal Antwerp    | Franky Vercauteren  | Jako          | Ghelamco                                      |
| Standard         | Mbaye Leye          | New Balance   | VOO                                           |
| Malines          | Wouter Vrancken     | Jartazi       | Telenet Group                                 |
| Genk             | John van den Brom   | Nike          | Beobank                                       |
| Anderlecht       | Vincent Kompany     | Joma          | DVV insurance (domicile) Candriam (extérieur) |
| SV Zulte Waregem | Francky Dury        | Patrick       | Napoleon Games                                |
| Mouscron         | Jorge Simão         | Uhlsport      | Star Casino                                   |
| Courtrai         | Luka Elsner         | Jako          | AGO Jobs & HR                                 |
| Saint-Trond      | Peter Maes          | Macron        | DMM.com                                       |
| Eupen            | Beñat San José      | Adidas        | Qatar Airways                                 |
| Cercle Bruges    | Yves Vanderhaeghe   | Kappa         | Napoleon Games                                |
| Ostende          | Alexander Blessin   | Kipsta        | diaz.be                                       |
| Waasland-Beveren | Nicky Hayen         | Uhlsport      | Star Casino                                   |
| Beerschot        | Will Still          | XIII          | Yelo                                          |
| OH Louvain       | Marc Brys           | Adidas        | King Power                                    |

### Changements d'entraîneur
| Club             | Entraîneur partant | Motif du départ                        | Situation  | Date de départ             | Entraîneur arrivant         | Date d'entrée en fonction |
| ---------------- | ------------------ | -------------------------------------- | ---------- | -------------------------- | --------------------------- | ------------------------- |
| Royal Antwerp    | László Bölöni      | Fin de contrat                         | Pré-saison | Fin de la saison 2019-2020 | Ivan Leko                   | 20 mai 2020               |
| Saint-Trond      | Miloš Kostić       | Consentement mutuel                    | Pré-saison | Fin de la saison 2019-2020 | Kevin Muscat                | 2 juin 2020               |
| Waasland-Beveren | Dirk Geeraerd      | Fin de l'intérim                       | Pré-saison | Fin de la saison 2019-2020 | Nicky Hayen                 | 4 juin 2020               |
| Ostende          | Adnan Čustović     | Remplacement                           | Pré-saison | Fin de la saison 2019-2020 | Alexander Blessin           | 7 juin 2020               |
| Standard         | Michel Preud'homme | Arrêt                                  | Pré-saison | Fin de la saison 2019-2020 | Philippe Montanier          | 10 juin 2020              |
| Cercle Bruges    | Bernd Storck       | Fin de contrat                         | Pré-saison | Fin de la saison 2019-2020 | Paul Clement                | 3 juillet 2020            |
| Mouscron         | Bernd Hollerbach   | Consentement mutuel                    | Pré-saison | Fin de la saison 2019-2020 | Fernando Da Cruz            | 18 juillet 2020           |
| Anderlecht       | Frank Vercauteren  | Kompany devient l'entraîneur principal | 4e         | 17 août 2020               | Vincent Kompany             | 17 août 2020              |
| La Gantoise      | Jess Thorup        | Limogeage                              | 16e        | 20 août 2020               | László Bölöni               | 20 août 2020              |
| La Gantoise      | László Bölöni      | Limogeage                              | 16e        | 14 septembre 2020          | Wim De Decker               | 14 septembre 2020         |
| Genk             | Hannes Wolf        | Limogeage                              | 14e        | 15 septembre 2020          | Domenico Olivieri (intérim) | 15 septembre 2020         |
| Genk             | Domenico Olivieri  | Fin de l'intérim                       | 9e         | 24 septembre 2020          | Jess Thorup                 | 24 septembre 2020         |
| Mouscron         | Fernando Da Cruz   | Limogeage                              | 18e        | 19 octobre 2020            | Jorge Simão                 | 20 octobre 2020           |
| Genk             | Jess Thorup        | Devient l'entraîneur du FC Copenhague  | 7e         | 2 novembre 2020            | John van den Brom           | 8 novembre 2020           |
| Saint-Trond      | Kevin Muscat       | Limogeage                              | 16e        | 1er décembre 2020          | Stef Van Winckel (intérim)  | 1er décembre 2020         |
| La Gantoise      | Wim De Decker      | Consentement mutuel                    | 12e        | 3 décembre 2020            | Hein Vanhaezebrouck         | 4 décembre 2020           |
| Saint-Trond      | Stef Van Winckel   | Fin de l'intérim                       | 17e        | 7 décembre 2020            | Peter Maes                  | 7 décembre 2020           |
| Standard         | Philippe Montanier | Limogeage                              | 11e        | 26 décembre 2020           | Mbaye Leye                  | 30 décembre 2020          |
| Royal Antwerp    | Ivan Leko          | Devient l'entraîneur du Shanghai Port  | 5e         | 29 décembre 2020           | Franky Vercauteren          | 4 janvier 2021            |
| Beerschot        | Hernán Losada      | Devient l'entraîneur du D.C. United    | 10e        | 17 janvier 2021            | Will Still                  | 19 janvier 2021           |
| Courtrai         | Yves Vanderhaeghe  | Limogeage                              | 15e        | 31 janvier 2021            | Luka Elsner                 | 1er février 2021          |
| Cercle Bruges    | Paul Clement       | Limogeage                              | 17e        | 1er février 2021           | Yves Vanderhaeghe           | 3 février 2021            |

## Phase classique

### Classement
| Rang | Équipe             | J  | V  | N  | P  | BP | BC | Diff | Pts | Qualification ou relégation                 |
| ---- | ------------------ | -- | -- | -- | -- | -- | -- | ---- | --- | ------------------------------------------- |
| 1    | Club Brugge        | 34 | 24 | 4  | 6  | 73 | 26 | +47  | 76  | Qualification pour les Champions’ Play-Offs |
| 2    | Royal Antwerp FC   | 34 | 18 | 6  | 10 | 57 | 48 | +9   | 60  | Qualification pour les Champions’ Play-Offs |
| 3    | RSC Anderlecht     | 34 | 15 | 13 | 6  | 51 | 34 | +17  | 58  | Qualification pour les Champions’ Play-Offs |
| 4    | KRC Genk           | 34 | 16 | 8  | 10 | 67 | 48 | +19  | 56  | Qualification pour les Champions’ Play-Offs |
| 5    | KV Oostende        | 34 | 15 | 8  | 11 | 49 | 41 | +8   | 53  | Qualification pour les Europe Play-Offs     |
| 6    | Standard de Liège  | 34 | 13 | 11 | 10 | 52 | 41 | +11  | 50  | Qualification pour les Europe Play-Offs     |
| 7    | KAA Gent           | 34 | 14 | 7  | 13 | 55 | 42 | +13  | 49  | Qualification pour les Europe Play-Offs     |
| 8    | KV Mechelen        | 34 | 13 | 9  | 12 | 54 | 54 | 0    | 48  | Qualification pour les Europe Play-Offs     |
| 9    | K. Beerschot V.A.  | 34 | 14 | 5  | 15 | 58 | 64 | -6   | 47  |                                             |
| 10   | SV Zulte Waregem   | 34 | 14 | 4  | 16 | 53 | 69 | -16  | 46  |                                             |
| 11   | OH Leuven          | 34 | 12 | 9  | 13 | 54 | 59 | -5   | 45  |                                             |
| 12   | KAS Eupen          | 34 | 10 | 13 | 11 | 44 | 55 | -11  | 43  |                                             |
| 13   | Sporting Charleroi | 34 | 11 | 9  | 14 | 46 | 49 | -3   | 42  |                                             |
| 14   | KV Kortrijk        | 34 | 11 | 6  | 17 | 44 | 57 | -13  | 39  |                                             |
| 15   | STVV               | 34 | 10 | 8  | 16 | 41 | 52 | -11  | 38  |                                             |
| 16   | Cercle Brugge      | 34 | 11 | 3  | 20 | 40 | 51 | -11  | 36  |                                             |
| 17   | Waasland-Beveren   | 34 | 8  | 7  | 19 | 44 | 70 | -26  | 31  | Qualification pour le Barrage de relégation |
| 18   | RE Mouscron        | 34 | 7  | 10 | 17 | 32 | 54 | -22  | 31  | Relégation en 1B Pro League                 |

Source: Jupiler Pro League (en néerlandais), Soccerway
Critères de départage en cas d'égalité de points:
1. Points,
2. Plus grand nombre de victoires,
3. Plus grande «différence de buts générale»,
4. Plus grand nombre de buts marqués,
5. Plus grand nombre de victoires en déplacement,
6. Plus grande différence de buts en déplacement,
7. Plus grand nombre de buts marqués en déplacement,
8. Play-Off.

1. ↑  Genk se qualifie pour au moins le tour de barrage de la Ligue Europa en remportant la Coupe de Belgique 2021.
2. 1 2  Le 14 avril 2021, des informations ont été publiées selon lesquelles Excel Mouscron et Ostende n'avaient pas reçu de licence de football professionnel belge pour la saison à venir, une condition pour jouer aux deux plus hauts niveaux du football belge. Pour Oostende, un manque de transparence financière, associé à une qualité généralement médiocre et incomplète du rapport soumis, est invoqué comme raison principale par le comité pour ne pas octroyer de licence, tandis qu'Excel Mouscron se voit refuser une licence en raison d'une transparence insuffisante s'interroge également sur plusieurs flux de trésorerie et sur la solvabilité du club en général, également en raison du fait que les salaires des mois de février et mars n'ont pas encore été payés. Pour Excel Mouscron, c'est déjà la sixième année consécutive que la licence est (dans un premier temps) refusée, cependant, le club a fait appel de la décision auprès du Tribunal belge d'arbitrage sportif (BAS) avec succès à chaque fois et a l'intention de le faire à nouveau. Ostende lancera également un appel, le BAS devant statuer sur la question avant le 10 mai. Les deux clubs sont autorisés à ajouter de nouveaux documents à leur cas, s'ils ne reçoivent cependant toujours pas de licence après appel, ils seront contraints de se reléguer en Division 2 2021-2022 et de commencer la saison avec un 3 points peine[37]. Excel Mouscron et Ostende ont finalement obtenu une licence après appel, ce qui signifie qu'Ostende est restée au plus haut niveau, tandis qu'Excel Mouscron n'a baissé que d'un niveau[38],[39].

### Résultats
| Domicile/Extérieur | CLU | GNT | CHA | ANT | STA | KVM | GNK | AND | ZWA | REM | KVK | STR | EUP | CER | KVO | WBE | BEE | OHL |
| ------------------ | --- | --- | --- | --- | --- | --- | --- | --- | --- | --- | --- | --- | --- | --- | --- | --- | --- | --- |
| FC Bruges          |     | 0-1 | 0-1 | 0-2 | 3-1 | 2-2 | 3-2 | 3-0 | 3-0 | 4-2 | 1-0 | 1-0 | 3-0 | 2-1 | 2-1 | 4-1 | 0-1 | 3-0 |
| La Gantoise        | 0-4 |     | 4-0 | 0-1 | 2-1 | 1-0 | 1-2 | 1-1 | 0-3 | 4-0 | 1-2 | 1-1 | 2-2 | 1-0 | 1-0 | 3-0 | 5-1 | 2-3 |
| Charleroi          | 1-1 | 0-1 |     | 2-0 | 1-2 | 0-1 | 1-2 | 1-0 | 1-1 | 1-1 | 0-0 | 0-0 | 2-3 | 3-0 | 1-0 | 0-2 | 3-1 | 1-1 |
| Royal Antwerp      | 0-2 | 1-0 | 2-1 |     | 1-1 | 4-1 | 3-2 | 1-4 | 0-1 | 1-1 | 4-2 | 0-0 | 2-2 | 1-0 | 1-2 | 3-2 | 3-2 | 3-2 |
| Standard           | 1-1 | 2-1 | 3-2 | 1-1 |     | 2-2 | 0-0 | 1-3 | 2-2 | 0-1 | 2-1 | 1-2 | 2-2 | 1-0 | 1-0 | 3-1 | 3-0 | 1-1 |
| Malines            | 0-3 | 1-1 | 3-3 | 3-0 | 0-4 |     | 0-0 | 2-2 | 4-2 | 2-1 | 1-2 | 2-0 | 3-0 | 2-3 | 0-1 | 2-3 | 2-3 | 2-2 |
| Genk               | 1-2 | 1-1 | 2-1 | 4-2 | 2-2 | 3-1 |     | 1-2 | 3-2 | 4-1 | 2-0 | 4-0 | 4-0 | 2-0 | 2-2 | 1-1 | 1-2 | 1-1 |
| Anderlecht         | 2-1 | 0-0 | 3-0 | 1-0 | 0-0 | 1-1 | 1-0 |     | 4-1 | 1-1 | 0-2 | 3-1 | 1-1 | 2-0 | 2-1 | 0-0 | 2-0 | 2-2 |
| SV Zulte Waregem   | 0-6 | 2-7 | 0-2 | 1-3 | 3-2 | 1-2 | 1-2 | 2-2 |     | 1-0 | 1-1 | 0-2 | 2-1 | 1-0 | 2-1 | 4-1 | 0-3 | 2-3 |
| Mouscron           | 0-0 | 0-1 | 1-1 | 2-3 | 1-0 | 0-1 | 2-0 | 1-1 | 0-1 |     | 0-3 | 3-2 | 0-2 | 1-2 | 0-1 | 1-1 | 3-1 | 2-2 |
| Courtrai           | 1-2 | 1-0 | 1-3 | 1-3 | 2-1 | 1-4 | 2-1 | 1-3 | 1-2 | 3-0 |     | 0-2 | 0-0 | 1-2 | 3-1 | 1-3 | 5-5 | 0-3 |
| Saint-Trond        | 1-2 | 2-1 | 1-2 | 2-3 | 2-0 | 2-1 | 1-2 | 0-1 | 1-2 | 0-2 | 0-0 |     | 0-2 | 3-0 | 0-0 | 1-1 | 1-0 | 3-1 |
| Eupen              | 0-4 | 2-1 | 3-1 | 0-2 | 0-4 | 1-1 | 1-4 | 2-0 | 2-3 | 1-1 | 2-0 | 1-1 |     | 1-2 | 1-1 | 1-1 | 3-1 | 3-3 |
| Cercle Bruges      | 1-2 | 5-2 | 3-4 | 2-1 | 0-1 | 0-1 | 1-5 | 0-0 | 1-3 | 1-2 | 0-1 | 3-0 | 1-2 |     | 0-1 | 2-0 | 2-1 | 3-0 |
| Ostende            | 1-3 | 2-1 | 3-2 | 1-1 | 2-2 | 2-0 | 3-1 | 2-2 | 3-0 | 3-0 | 2-1 | 3-1 | 1-1 | 1-1 |     | 0-2 | 1-2 | 3-1 |
| Waasland-Beveren   | 0-2 | 1-4 | 1-1 | 0-3 | 1-2 | 2-3 | 1-1 | 2-4 | 1-5 | 2-0 | 3-4 | 2-4 | 1-0 | 0-2 | 2-0 |     | 1-2 | 1-3 |
| Beerschot          | 0-3 | 1-1 | 2-1 | 1-2 | 0-3 | 1-2 | 5-2 | 2-1 | 3-1 | 2-2 | 0-0 | 6-3 | 0-1 | 1-1 | 1-2 | 3-2 |     | 4-2 |
| OH Louvain         | 2-1 | 0-3 | 1-3 | 2-0 | 1-0 | 1-3 | 2-3 | 1-0 | 2-1 | 2-0 | 3-1 | 2-2 | 1-1 | 2-1 | 1-2 | 1-2 | 0-1 |     |

Source: Belgian Pro League
Légende: Bleu = victoire à domicile; Jaune = match nul; Rouge = victoire à l'extérieur

## Play-offs

### Play-offs 1
Les points obtenus lors de la saison régulière ont été divisés par deux (et arrondis au supérieur) avant le début des play-offs. En conséquence, les équipes ont commencé avec les points suivants avant les play-offs: FC Bruges 38, Royal Antwerp 30, Anderlecht 29 et Genk 28.
| Rang | Équipe           | J | V | N | P | BP | BC | Diff | Pts | Qualification                                                                       |
| ---- | ---------------- | - | - | - | - | -- | -- | ---- | --- | ----------------------------------------------------------------------------------- |
| 1    | Club Brugge      | 6 | 1 | 3 | 2 | 8  | 11 | -3   | 44  | Qualification pour la Phase de groupe de la Ligue des champions                     |
| 2    | KRC Genk         | 6 | 5 | 1 | 0 | 15 | 5  | +10  | 44  | Qualification pour la Troisième tour de qualification de la Ligue des champions     |
| 3    | Royal Antwerp FC | 6 | 1 | 2 | 3 | 6  | 11 | -5   | 35  | Qualification pour les Barrages de la Ligue Europa                                  |
| 4    | RSC Anderlecht   | 6 | 0 | 4 | 2 | 9  | 11 | -2   | 33  | Qualification pour le Troisième tour de qualification de la Ligue Europa Conférence |

Source: Sport.be
Critères de départage en cas d'égalité de points:
1. Points,
2. Points sans (possible) demi-points ajoutés en raison de l'arrondissement,
3. Position finale de saison régulière.

| Domicile/Extérieur | CLU | ANT | AND | GNK |
| ------------------ | --- | --- | --- | --- |
| Club Brugge        |     | 2-1 | 2-2 | 1-2 |
| Royal Antwerp FC   | 0-0 |     | 1-0 | 2-3 |
| RSC Anderlecht     | 3-3 | 2-2 |     | 1-2 |
| KRC Genk           | 3-0 | 4-0 | 1-1 |     |

### Play-offs 2
Les points obtenus lors de la saison régulière ont été divisés par deux (et arrondis au supérieur) avant le début des play-offs. En conséquence, les équipes ont commencé avec les points suivants avant les play-offs: Ostende 27, Standard 25, La Gantoise 25 et Malines 24. Les points d'Ostende et de la Gantoise ont été arrondis, donc en cas d'égalité de points à la fin des play-offs, le demi-point sera déduit pour ces équipes.
| Rang | Équipe            | J | V | N | P | BP | BC | Diff | Pts | Qualification                                                                      |
| ---- | ----------------- | - | - | - | - | -- | -- | ---- | --- | ---------------------------------------------------------------------------------- |
| 5    | KAA Gent          | 6 | 4 | 1 | 1 | 13 | 6  | +7   | 38  | Qualification pour le Deuxième tour de qualification de la Ligue Europa Conférence |
| 6    | KV Mechelen       | 6 | 3 | 2 | 1 | 15 | 11 | +4   | 35  |                                                                                    |
| 7    | KV Oostende       | 6 | 2 | 1 | 3 | 15 | 16 | -1   | 34  |                                                                                    |
| 8    | Standard de Liège | 6 | 1 | 0 | 5 | 7  | 17 | -10  | 28  |                                                                                    |

Source: Sport.be
Critères de départage en cas d'égalité de points:
1. Points,
2. Points sans (possible) demi-points ajoutés en raison de l'arrondissement,
3. Position finale de saison régulière.

1. ↑  Le vainqueur du Play-off II se qualifie directement pour le Deuxième tour de qualification de la Ligue Europa Conférence car Genk a remporté la coupe de Belgique 2020-2021, ce qui a permis à toutes les équipes de Play-offs I de se qualifier déjà pour le football européen.

| Domicile/Extérieur | KVO | STA | GNT | KVM |
| ------------------ | --- | --- | --- | --- |
| KV Oostende        |     | 6-2 | 0-4 | 2-2 |
| Standard de Liège  | 1-3 |     | 2-1 | 1-2 |
| KAA Gent           | 2-1 | 2-0 |     | 2-2 |
| KV Mechelen        | 5-3 | 3-1 | 1-2 |     |

## Barrages de promotion/relégation
À la fin de la saison, le 17e de Jupiler Pro League affronte le deuxième de 1B Pro League pour une double confrontation aller/retour, le vainqueur étant promu en Jupiler Pro League et le perdant relégué en 1B Pro League.
Le 11 avril 2021, le RFC Seraing évoluant en 1B Pro League s'est qualifié pour le barrage de promotion/relégation à la suite de la défaite (0 - 2) de Lommel SK face à l'Union Saint-Gilloise. Le 8 mai 2021, RFC Seraing a été promu en Jupiler Pro League après une victoire totale de 6–3 dans la série des deux matchs et Waasland-Beveren a été relégué en 1B Pro League.
| Match aller        | RFC Seraing                              | 1 - 1   | Waasland-Beveren                          | Stade du Pairay, Seraing                                                         |                                                                                  |
| 1er mai 2021 18h30 | Mikautadze 90+2e (pen.)                  | (0 - 0) | 70e (pen.) Frey                           | Spectateurs : 0 (huis clos) Arbitrage : Lawrence Visser Arbitre vidéo : Bert Put | Spectateurs : 0 (huis clos) Arbitrage : Lawrence Visser Arbitre vidéo : Bert Put |
| 1er mai 2021 18h30 | Kilota 23e · Sanogo 86e · Mikautadze 86e | Rapport | 28e Schryvers · 49e Khammas · 85e Mertens | Spectateurs : 0 (huis clos) Arbitrage : Lawrence Visser Arbitre vidéo : Bert Put | Spectateurs : 0 (huis clos) Arbitrage : Lawrence Visser Arbitre vidéo : Bert Put |

| Match retour     | Waasland-Beveren                                         | 2 - 5   | RFC Seraing                                                            | Freethiel, Beveren                                                                        |                                                                                           |
| 8 mai 2021 20h45 | Frey 15e (pen.) · Sinani 51e                             | (1 - 2) | 22e (pen.), 70e Mikautadze · 45+4e Sabaouni · 62e Faye · 90+4e Bernier | Spectateurs : 0 (huis clos) Arbitrage : Alexandre Boucaut Arbitre vidéo : Nicolas Laforge | Spectateurs : 0 (huis clos) Arbitrage : Alexandre Boucaut Arbitre vidéo : Nicolas Laforge |
| 8 mai 2021 20h45 | Wuytens 47e · Frey 53e · L. Verstraete 55e · Mertens 76e | Rapport | 64e Bernier · 71e Mikautadze · 87e Dietsch                             | Spectateurs : 0 (huis clos) Arbitrage : Alexandre Boucaut Arbitre vidéo : Nicolas Laforge | Spectateurs : 0 (huis clos) Arbitrage : Alexandre Boucaut Arbitre vidéo : Nicolas Laforge |

Seraing a gagné 6 - 3 sur l'ensemble des deux matchs.

## Statistiques

### Classement des buteurs (Taureau d'Or Jupiler)
Le classement des meilleurs buteurs comptabilise uniquement les buts inscrits durant la phase classique et les play-offs.
Dernière mise à jour le 23/5/2021
| # | Joueur          | Club             | Buts |
| - | --------------- | ---------------- | ---- |
| 1 | Paul Onuachu    | Genk             | 33   |
| 2 | Thomas Henry    | OH Louvain       | 21   |
| 3 | Gianni Bruno    | SV Zulte Waregem | 20   |
| 4 | Roman Yaremchuk | La Gantoise      | 20   |
| 5 | Lukas Nmecha    | Anderlecht       | 18   |

### Classement des passeurs (Pro Assist)
Le classement des meilleurs passeurs comptabilise uniquement les passes décisives inscrits durant la phase classique et les play-offs.
Dernière mise à jour le 23/5/2021
| # | Joueur             | Club       | Assists |
| - | ------------------ | ---------- | ------- |
| 1 | Xavier Mercier     | OH Louvain | 16      |
| 2 | Raphael Holzhauser | Beerschot  | 16      |
| 3 | Junya Ito          | Genk       | 14      |
| 4 | Andrew Hjulsager   | Ostende    | 11      |
| 5 | Ruud Vormer        | FC Bruges  | 11      |

### Classement des clean sheets
Le classement des clean sheets comptabilise uniquement les clean sheets accumulées durant la phase classique et les play-offs.
Dernière mise à jour le 23/5/2021
| # | Joueur              | Club        | Clean sheets |
| - | ------------------- | ----------- | ------------ |
| 1 | Simon Mignolet      | FC Bruges   | 15           |
| 2 | Sinan Bolat         | La Gantoise | 11           |
| 3 | Arnaud Bodart       | Standard    | 9            |
| 4 | Timon Wellenreuther | Anderlecht  | 8            |
| 5 | Daniel Schmidt      | Saint-Trond | 7            |

### Affluence
| Rang | Match                        | Journée | Date              | Affluence |
| ---- | ---------------------------- | ------- | ----------------- | --------- |
| 1    | Standard - FC Bruges         | J9      | 17 octobre 2020   | 10 000    |
| 2    | FC Bruges - Cercle Bruges    | J7      | 27 septembre 2020 | 9 500     |
| 3    | FC Bruges - Waasland-Beveren | J5      | 12 septembre 2020 | 9 200     |
| 4    | FC Bruges - Anderlecht       | J8      | 4 octobre 2020    | 9 000     |
| 5    | La Gantoise - Zulte Waregem  | J7      | 26 septembre 2020 | 8 000     |

## Parcours en coupes d'Europe
Le parcours des clubs belges en coupes d'Europe est important puisqu'il détermine le coefficient UEFA, et donc le nombre de clubs belges présents en coupes d'Europe les années suivantes.

### Parcours européens des clubs (en cours)
| Club                  | Compétition         | Résultat            | Ultime(s) adversaire(s) | Ultime(s) adversaire(s)  | Ultime(s) adversaire(s)  |
| --------------------- | ------------------- | ------------------- | ----------------------- | ------------------------ | ------------------------ |
| FC Bruges             | Ligue des champions | Phase de groupes    | Borussia Dortmund       | SS Lazio                 | Zénith Saint-Pétersbourg |
| La Gantoise           | Ligue des champions | Barrages            | Dynamo Kiev             | Dynamo Kiev              | Dynamo Kiev              |
| La Gantoise (reversé) | Ligue Europa        | Phase de groupes    | TSG 1899 Hoffenheim     | Étoile rouge de Belgrade | Slovan Liberec           |
| Antwerp               | Ligue Europa        | Seizièmes de finale | Rangers FC              | Rangers FC               | Rangers FC               |
| FC Bruges (reversé)   | Ligue Europa        | Seizièmes de finale | Dynamo Kiev             | Dynamo Kiev              | Dynamo Kiev              |
| Standard              | Ligue Europa        | Phase de groupes    | Benfica Lisbonne        | Glasgow Rangers          | Lech Poznań              |
| Charleroi             | Ligue Europa        | Barrages            | Lech Poznań             | Lech Poznań              | Lech Poznań              |

### Coefficient UEFA du championnat belge (en cours)
Le classement UEFA de la fin de saison 2020-2021 permet d'établir la répartition et le nombre d'équipes pour les coupes d'Europe de la saison 2022-2023.
| Ecart avec le huitième 2021 | Ecart avec le septième 2020 | Rang 2021 | Rang 2020 | Évolution | 2016-2017 | 2017-2018 | 2018-2019 | 2019-2020 | 2020-2021 | Coefficient | Places en Ligue des champions | Places en Ligue des champions | Places en Ligue Europa | Places en Ligue Europa Conférence | Places en Ligue Europa Conférence |
| --------------------------- | --------------------------- | --------- | --------- | --------- | --------- | --------- | --------- | --------- | --------- | ----------- | ----------------------------- | ----------------------------- | ---------------------- | --------------------------------- | --------------------------------- |
| 1.882                       | 7.649                       | 9         | 8         | 1         | 12.500    | 2.600     | 7.800     | 7.600     | 6.000     | 36.500      | 1                             | 1                             | 1                      | 1                                 | 1                                 |

### Coefficient UEFA des clubs engagés en Coupe d'Europe (en cours)
- Phase de groupes de la Ligue des champions de l'UEFA 2020-2021
- Troisième tour de qualification de la Ligue des champions de l'UEFA 2020-2021
- Phase de groupes de la Ligue Europa 2020-2021
- Troisième tour de qualification de la Ligue Europa 2020-2021
- Deuxième tour de qualification de la Ligue Europa 2020-2021

| Rang 2020 | Rang 2021 | Évolution | Club        | 2016-2017 | 2017-2018 | 2018-2019 | 2019-2020 | 2020-2021 | Coefficient UEFA |
| --------- | --------- | --------- | ----------- | --------- | --------- | --------- | --------- | --------- | ---------------- |
| 57        | 41        | +16       | FC Bruges   | 4.000     | 1.500     | 11.000    | 8.000     | 11.000    | 35.500           |
| 40        | 60        | -20       | La Gantoise | 10.000    | 1.000     | 2.500     | 10.000    | 3.000     | 26.500           |
| 74        | 65        | +9        | Standard    | 6.000     | 0.000     | 7.000     | 6.000     | 3.000     | 22.000           |
| 144       | 125       | +19       | Antwerp     | 0.000     | 0.000     | 0.000     | 2.500     | 8.000     | 10.500           |
| 147       | 155       | -8        | Charleroi   | 0.000     | 0.000     | 0.000     | 0.000     | 2.500     | 2.500            |

## Bilan de la saison
| Championnat de Belgique de football 2020-2021 |                       |
| Champion                                      | FC Bruges (17e titre) |
| Dauphin                                       | Genk                  |
| Coupes et trophées                            |                       |
| Vainqueur de la Coupe de Belgique 2020-2021   | Genk                  |
| Qualifications continentales                  |                       |
| Ligue des champions 2021-2022                 | FC Bruges             |
| Ligue des champions 2021-2022                 | Genk                  |
| Ligue Europa 2021-2022                        | Royal Antwerp         |
| Ligue Europa Conférence 2021-2022             | Anderlecht            |
| Ligue Europa Conférence 2021-2022             | La Gantoise           |
| Promotions et relégations                     |                       |
| Promus en Jupiler Pro League Division 1A      | Union Saint-Gilloise  |
| Promus en Jupiler Pro League Division 1A      | RFC Seraing           |
| Relégués en Jupiler Pro League Division 1B    | Waasland-Beveren      |
| Relégués en Jupiler Pro League Division 1B    | Mouscron              |